# 郑恒受
郑恒受（1944年8月—），男，汉族，广西桂平人，中华人民共和国政治人物。曾任广西壮族自治区农业厅副厅长。第七、八届全国政协委员。